# Macropodus spechti
Macropodus spechti is een straalvinnige vissensoort uit de familie van de echte goerami's (Osphronemidae). De wetenschappelijke naam van de soort is voor het eerst geldig gepubliceerd in 1936 door Schreitmüller.